# Вілла-Парк (Каліфорнія)
Вілла-Парк (англ. Villa Park) — місто (англ. city) в США, в окрузі Орандж штату Каліфорнія. Населення — 5843 особи (2020).

## Географія
Вілла-Парк розташована за координатами 33°49′5″ пн. ш. 117°48′37″ зх. д. / 33.81806° пн. ш. 117.81028° зх. д. (33.818096, -117.810180). За даними Бюро перепису населення США в 2010 році місто мало площу 5,38 км², уся площа — суходіл.

## Демографія
Згідно з переписом 2010 року, у місті мешкало 5812 осіб у 1976 домогосподарствах у складі 1728 родин. Густота населення становила 1080 осіб/км². Було 2016 помешкань (375/км²).
Расовий склад населення:
| - 78,3 % — білих - 14,7 % — азіатів - 0,7 % — чорних або афроамериканців - 0,6 % — корінних американців - 2,8 % — осіб інших рас |

До двох чи більше рас належало 2,9 %. Частка іспаномовних становила 10,3 % від усіх жителів.
За віковим діапазоном населення розподілялося таким чином: 20,0 % — особи молодші 18 років, 55,7 % — особи у віці 18—64 років, 24,3 % — особи у віці 65 років та старші. Медіана віку мешканця становила 49,6 року. На 100 осіб жіночої статі у місті припадало 97,4 чоловіків; на 100 жінок у віці від 18 років та старших — 93,8 чоловіків також старших 18 років.
Середній дохід на одне домашнє господарство становив 175 045 доларів США (медіана — 137 083), а середній дохід на одну сім'ю — 187 522 долари (медіана — 149 896). Медіана доходів становила 90 263 долари для чоловіків та 87 143 долари для жінок. За межею бідності перебувало 3,7 % осіб, у тому числі 1,8 % дітей у віці до 18 років та 7,0 % осіб у віці 65 років та старших.
Цивільне працевлаштоване населення становило 2670 осіб. Основні галузі зайнятості: освіта, охорона здоров'я та соціальна допомога — 21,2 %, науковці, спеціалісти, менеджери — 18,0 %, фінанси, страхування та нерухомість — 11,6 %, виробництво — 11,1 %.